# إيفان فورنييه
إيفان مهدي فورنييه (بالفرنسية: Evan Fournier) مواليد 29 أكتوبر 1992، هو لاعب كرة سلة فرنسي يلعب مع فريق نيويورك نيكس في الرابطة الوطنية لكرة السلة. يبلغ طوله 6 قدم 7 بوصة (2.0 م).

## فرق لعب لها
- دنفر ناغتس
- أورلاندو ماجيك

## الميداليات
| الميدالية | المسابقة                         |
| --------- | -------------------------------- |
| برونزية   | بطولة كأس العالم لكرة السلة 2014 |

## روابط خارجية
- إيفان فورنييه على موقع الاتحاد الدولي لكرة السلة (الإنجليزية)
- إيفان فورنييه على موقع إن بي أي (الإنجليزية)
- إيفان فورنييه على موقع سبورتس رفرنس (الإنجليزية)
- إيفان فورنييه على موقع كرة السلة الأوروبية.كوم (الإنجليزية)
- إيفان فورنييه على موقع إي إس بي إن.كوم (الإنجليزية)
- إيفان فورنييه على موقع ريلجم (الإنجليزية)
- إيفان فورنييه على موقع بروبوليرز (الإنجليزية)
- إيفان فورنييه على موقع سبورتس رفرنس (الإنجليزية)
- إيفان فورنييه على موقع اللجنة الأولمبية الدولية (الإنجليزية)
- إيفان فورنييه على موقع أوليمبيديا (الإنجليزية)